# Kromme Elleboog (Groningen)
De Grote- en Kleine Kromme Elleboog zijn twee straatjes in de binnenstad van Groningen. Beide straten samen lopen in een halve cirkel in het verlengde van de Zwanestraat en de Broerstraat, haaks op de Oude Kijk in 't Jatstraat. De straten worden gedomineerd door horeca-gelegenheden. 

## Monumenten
In de Grote- en Kleine Kromme Elleboog staan twee rijksmonument en vijf panden die op de gemeentelijke monumentenlijst staan.

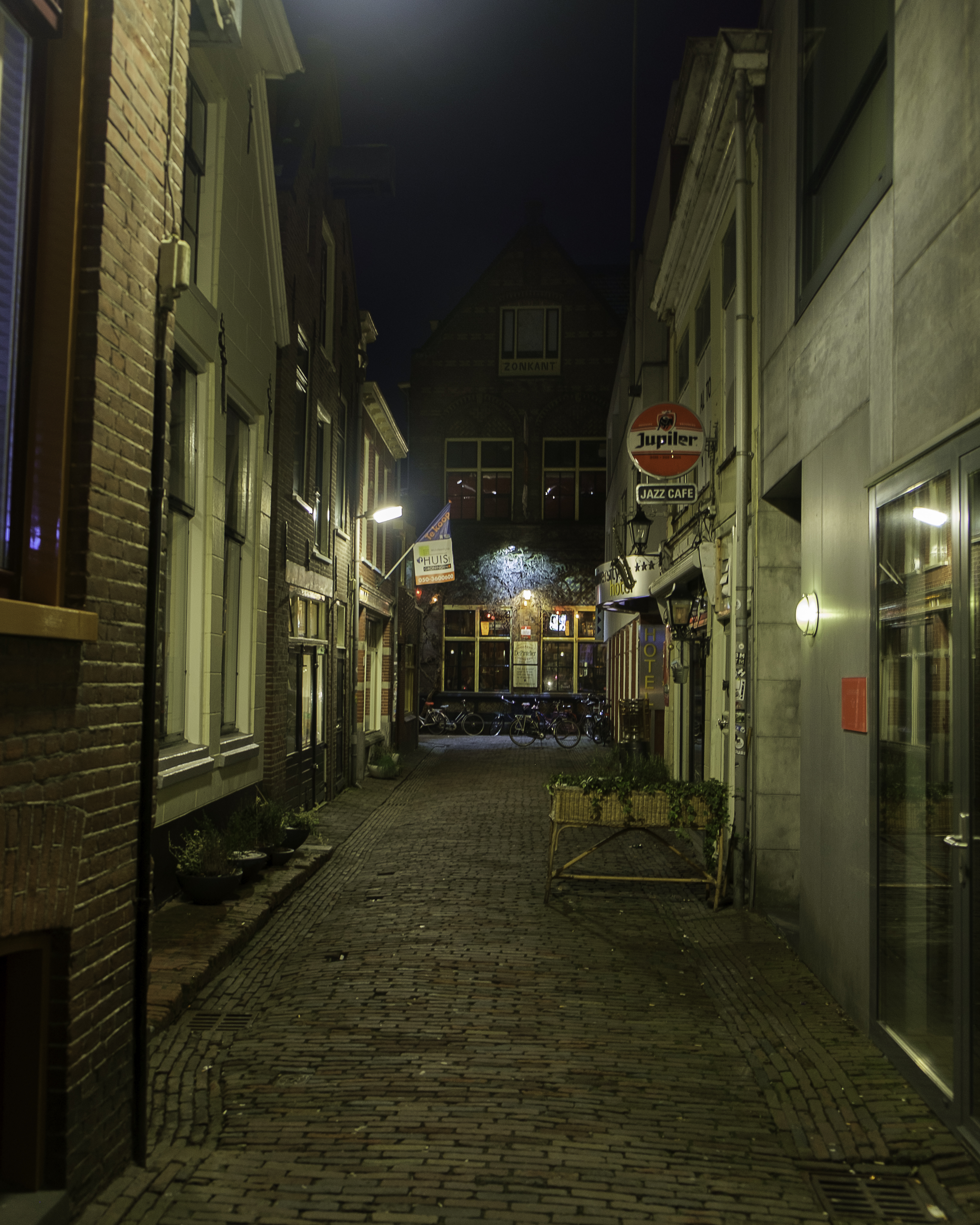
Kleine Kromme Elleboog bij avond
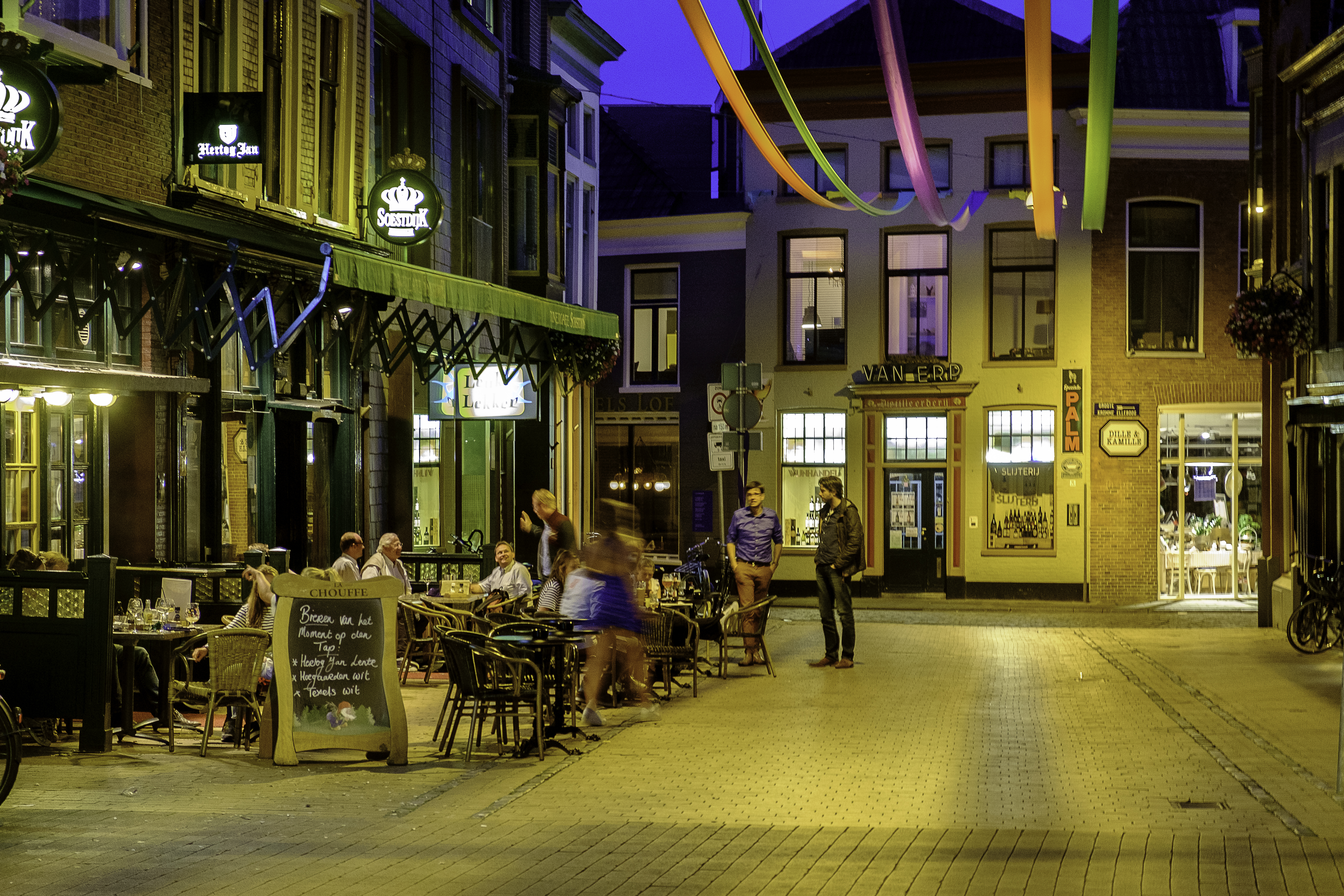
Grote Kromme Elleboog bij avond gezien vanuit de Zwanestraat

| Adres                    | Bouwjaar | Beschrijving   | Monument  | Afbeelding |
| ------------------------ | -------- | -------------- | --------- | ---------- |
| Grote Kromme Elleboog 6  |          | café Soestdijk | RM 485607 |            |
| Grote Kromme Elleboog 7  |          |                | GM 103042 |            |
| Grote Kromme Elleboog 11 |          |                | GM 103042 |            |
| Grote Kromme Elleboog 14 |          |                | GM 103785 |            |
| Grote Kromme Elleboog 15 |          |                | RM 18464  |            |
| Grote Kromme Elleboog 16 |          |                | GM 102142 |            |
| Kleine Kromme Elleboog 4 |          |                | GM 102435 |            |

Achter de Muur · 
Akerkhof · 
Akerkstraat · 
Broerstraat · 
Brugstraat ·
Bruine Ruiterstraat ·
Burchtstraat · 
Butjesstraat ·
Carolieweg ·
Coehoornsingel · 
Donkersgang · 
Driften · 
Emmaplein · 
Folkingestraat · 
Folkingedwarsstraat ·
Ganzevoortsingel · 
Gasthuisstraatje ·
Gedempte Kattendiep ·
Gedempte Zuiderdiep ·
Gelkingestraat ·
Grote Kromme Elleboog ·
Grote Markt ·
Guldenstraat ·
Guyotplein ·
Haddingestraat ·
Haddingedwarsstraat ·
Hardewikerstraat ·
Hereplein · 
Herebinnensingel ·
Heresingel ·
Herestraat ·
Hoekstraat ·
Hofstraat ·
Hoge der A ·
Hoogstraatje ·
Jacobijnerstraat ·
Kleine der A ·
Kattenhage ·
Kleine Kromme Elleboog ·
't Klooster ·
Kostersgang ·
Koude Gat ·
Kreupelstraat ·
Kwinkenplein ·
De Laan ·
Lage der A ·
Lopende Diep ·
Lutkenieuwstraat ·
Marktstraat ·
Martinikerkhof ·
Munnekeholm ·
Muurstraat ·
Naberstraat ·
Nieuwe Boteringestraat ·
Nieuwe Ebbingestraat ·
Nieuwe Kerkhof ·
Nieuwe Kijk in 't Jatstraat ·
Nieuwe Markt ·
Nieuwstad ·
Noorderhaven ·
Oosterstraat ·
Ossenmarkt ·
Oude Boteringestraat ·
Oude Ebbingestraat ·
Oude Kijk in 't Jatstraat ·
Papengang ·
Pausgang · 
Pelsterstraat ·
Peperstraat ·
Poelestraat ·
Praediniussingel ·
Rademarkt ·
Radesingel ·
Reitemakersrijge ·
Rode Weeshuisstraat ·
Schoolstraat · 
Schoolholm · 
Schuitemakersstraat ·
Schuitendiep · 
Sieboldsgang · 
Singelstraat · 
Sint Jansstraat ·
Sint Walburgstraat ·
Spilsluizen ·
Stationsstraat ·
Steentilstraat ·
Stoeldraaierstraat · 
Torenstraat · 
Turfstraat ·
Turfsingel ·
Turftorenstraat ·
Ubbo Emmiussingel ·
Vismarkt ·
Visserstraat ·
Waagstraat ·
Zoutstraat ·
Zwanestraat